# La Maison aux sept pignons (film)
Pour l’article homonyme, voir La Maison aux sept pignons.
Pour plus de détails, voir Fiche technique et Distribution.
La Maison aux sept pignons (The House of the Seven Gables) est un film dramatique américain réalisé par Joe May, sorti en 1940. Il est adapté du roman homonyme de Nathaniel Hawthorne.

## Synopsis
En 1828, la famille Pyncheon est ruinée et ses membres rivalisent pour obtenir la maison ancestrale, Seven Gables. Pour y parvenir, Jaffrey Pyncheon obtient une fausse déclaration de meurtre accusant son frère Clifford. Hepzibah, la fiancée de Clifford, attend vingt ans que son futur époux soit libéré. Mais à son insu, Clifford et son compagnon de cellule, Matthew, préparent un complot.

## Fiche technique
- Titre original : The House of the Seven Gable
- Titre français : La Maison aux sept pignons
- Réalisateur : Joe May
- Production : Burt Kelly
- Scénario : Lester Cole, Harold Green d'après le roman éponyme de Nathaniel Hawthorne, publié en 1851.
- Musique : Frank Skinner
- Photographie : Milton R. Krasner
- Genre : Drame, romance
- Distribution : Universal
- Date de sortie : 
  - États-Unis : 12 avril 1940
- Langue :anglais
- Métrage : 90 minutes

## Distribution
- George Sanders :  Jaffrey Pyncheon
- Margaret Lindsay : Hepzibah Pyncheon
- Vincent Price : Clifford Pyncheon
- Dick Foran : Matthew Maule
- Nan Grey : Phoebe Pyncheon
- Cecil Kellaway : Philip Barton
- Alan Napier : Fuller
- Gilbert Emery : Gerald Pyncheon
- Miles Mander : Deacon Arnold Foster
- Charles Trowbridge : Juge

## Prix et nomination
Le film a été récompensé d'une nomination aux Oscars en 1941 dans la catégorie Meilleure partition originale.